# Mamdouh Adwan
Mamdouh Adwan (em árabe, ممدوح عدوان)‎; 23 de novembro de 1941 - 19 de dezembro de 2004) foi um escritor, poeta, dramaturgo, tradutor, e crítico sirio. Publicou a sua primeira colecção de poesia, Al-Dhul Al-Akhdhar [A Sombra Verde] em 1967 e, desde então, publicou 18 colecções adicionais. Também publicou duas novelas, vinte e cinco obras de teatro, traduziu vinte e três livros desde o inglês, incluído a Ilíada, a Odyssey: A Stage Version de Derek Walcott e uma biografia de George Orwell; e, Reporte a Greco por Nikos Kazantzakis, e escreveu séries de televisão. Escreveu regularmente sobre assuntos de actualidade e também ensinou no Instituto Avançado de Teatro de Damasco.
Editor em árabe,de Mamdouh Publishing House, originária de Síria. Trabalhou com capacidade de recuperação num contexto de guerra e exílio, defendendo a tradução e o trabalho literário, abarcando cultura, religião, e idioma para aprofundar na comunidade internacional de leitores e escritores. Para publicar, teve que se mover por vários países, se adaptar.

## Biografia
Mamdouh Adwan nasceu na cidade de Qayrun, Masyaf, Hama. Foi o primogénito de Sabri Adwan. Viveu e estudou em Masyaf; e, depois mudou-se a Damasco para estudar literatura inglesa na Universidade de Damasco. Casou-se e teve dois filhos. Faleceu devido a um cancro.

## Obra

### Drama
- المخاض- مسرحية شعرية- مطبعة الجمهورية. Trabalho - jogo de poesia - Republic Press.
- محاكمة الرجل الذي لم يحارب. O julgamento do homem que não brigou.
- كيف تركت السيف. Como deixaste a espada?
- ليل العبيد. Noite de escravos.
- هملت يستيقظ متأخراً. Hamlet acorda tarde.
- الوحوش لا تغني. Os monstros não cantam.
- حال الدنيا- مونودراما. O estado do mundo monodrama.
- الخدامة. Al-Khadema.
- لو كنت فلسطينياً. Se fosse um palestiniano.
- اللمبة- مسرحية خاصة بالمعوقين جسدياً. Bulbo - Jogo especial para incapacitados físicos.
- زيارة الملكة. Visita à Rainha.
- الزبال- مونودراما. Zubal - monodrama.
- القيامة- مونودراما. Ressurreição - monodrama.
- أكلة لحوم البشر- مونودراما. Canibais - monodrama.
- الميراث. Herança.
- حكايات الملوك. Contos dos Reis.
- القبض على طريف الحادي. A captura de Tarif.
- حكي السرايا وحكي القرايا. A história de Saraya e a história do Corán.
- القناع. A máscara.
- سفر برلك. Viagem.
- الغول. Ghoul.
- ريما. Rima.
- الحمّام. Banho.
- الفارسة والشاعر. O Cavaleiro e o Poeta.
- ثقافة (عادات) مختلفة. Diferentes culturas.
- الكلاب (مجموعة مسرحيات قصيرة). Cães (grupo de jogo curto).

### Novelas
- أبداً إلى المنافي- 1990- الدائرة الثقافية. Nunca aos exilados - 1990 - Círculo cultural.
- لا دروب إلى روما- 1990- دمشق- طبعة خاصة. Sem caminhos a Roma - 1990 - Damasco - ed. especial.
- أغنية البجع \قصيدتان\- الجزائر- . Canção do pelicano - poemas. Argélia - 1997.
- للريح ذاكرة ولي- الآداب- بيروت- Para o vento Memória do Príncipe Herdeiro - Beirut - 1997.
- طيران نحو الجنون- الريس- بيروت- Voando à loucura - Ao Rayes - Beirut - 1998.
- وعليك تتكئ الحياة- E apoias-te na vida - 1999.
- كتابة الموت- دار هيا- دمشق Escritura da morte - Dar Tenha - Damasco - 2000.
- مختارات- وكالة الصحافة العربية- القاهرة- Seleccionado pela Agência de Imprensa Árabe - O Cairo, 2000.
- مختارات طفولات مؤجلة- دار العين- والهيئة العامة للثقافة. Uma selecção de jovens atrasada - Dar Al Ain, e Autoridade Geral de Cultura.
- مختارات- دار الهيئة العامة للكتاب. Selecções - Casa da Autoridade Geral de Livros.
- حياة متناثرة- دار قدمس Vida dispersa: uma casa de pés - Dar Geddes - 2004.

## Galardões e prémios
- 1997: galardoado com o Arar Poetry Award.
- 1998: Prêmio Abdul Aziz Saud Al-Babtain à criatividade poética.
- honrado no Festival Internacional de Teatro Experimental do Cairo em sua décima sessão como um dos movimentos de teatro árabe mais ricos.
- honrado na Feira do Livro no Cairo em 2002 por uma selecção de poesia titulada "Infância diferida".
- honrado o 3 de julho de 2003 em Damasco como pioneiro do teatro nacional.